# Папски конклав (1292 – 1294)
Папски конклав 1292-1294 – конклав. Последният, който не се е състоял под форма на конклав (в който кардиналите са заключени и храната им се ограничава, докато не изберат папа). Един от най-дългите в историята на Римокатолическата църква. Заради изравняването на силите между фамилиите Колона и Орсини за папа е избран отшелникът Пиедро Мороно, приел името Целестин V.
Единадесет кардинали (един от тях умира) се събират в Санта Мария Маджоре в Рим, за да изберат нов папа. Двете основни партии са водени от Джакомо Колона и Матео Орсини.
Тримата кардинали Орсини действат съобразно интересите на Франция, докато двамата Колона защитават интересите на Кралство Арагон в Сицилия и са подкрепени финансово от краля на Арагон. Кардиналите се събират в базиликата Санта Мария Маджоре, но в продължение на десет дни никой не се приближава до необходимите две трети от гласовете. Колегията взима решение, ако до края на юни не изберат папа да се преместят в Санта Мария сопа Минерва. След лятната епидемия в града и смъртта на Шоле през август те са разпръснати в резиденциите си до края на септември. Гласуванията продължават и през лятото на 1293, но безвластието усложнява обстановката в града. След лятото на 1293 г. част от кардиналите отново се връщат в епархиите си, но се съгласяват да бъдат свикани отново в Перуджа на 18 октомври.
Колегията неуспешно разисква и в Перуджа. В града остават само шест кардинали, които да продължат да гласуват. Пиедро Анджеларио, отшелник, праща писмо на кардиналите, в което ги предупреждава че ако се забавят още Бог ще ги накаже. Неочаквано, Латино Орсини предлага кандидатурата на монаха Анджеларио. Кардиналите бързо се съгласяват и на 5 юли 1294 постигат консенсус с избора на папа.

## Кардинали
| Име                | Националност | Издигнат от | Бележки                      |
| ------------------ | ------------ | ----------- | ---------------------------- |
| Латино Орсини      | Римлянин     | Николай III | Декан на Светия съвет        |
| Герардо Бианки     | Пармец       | Николай III |                              |
| Джовани Бокамаза   | Римлянин     | Николай IV  |                              |
| Матео д'Акуаспарта | Тодинец      | Николай IV  |                              |
| Жан Шоле           | Французин    | Мартин IV   |                              |
| Бенеденто Каетани  | Анагнец      | Мартин IV   | Бъдещият папа Бонифаций VIII |
| Юг Бийом           | Французин    | Николай IV  |                              |
| Пиедро Перегозо    | Миланец      | Николай IV  |                              |
| Матео Росо         | Римлянин     | Урбан IV    |                              |
| Джакомо Колона     | Римлянин     | Николай III |                              |
| Наполеон Орсини    | Римлянин     | Николай IV  |                              |
| Пиедро Колона      | Римлянин     | Николай IV  |                              |